# Johan Wendelstam

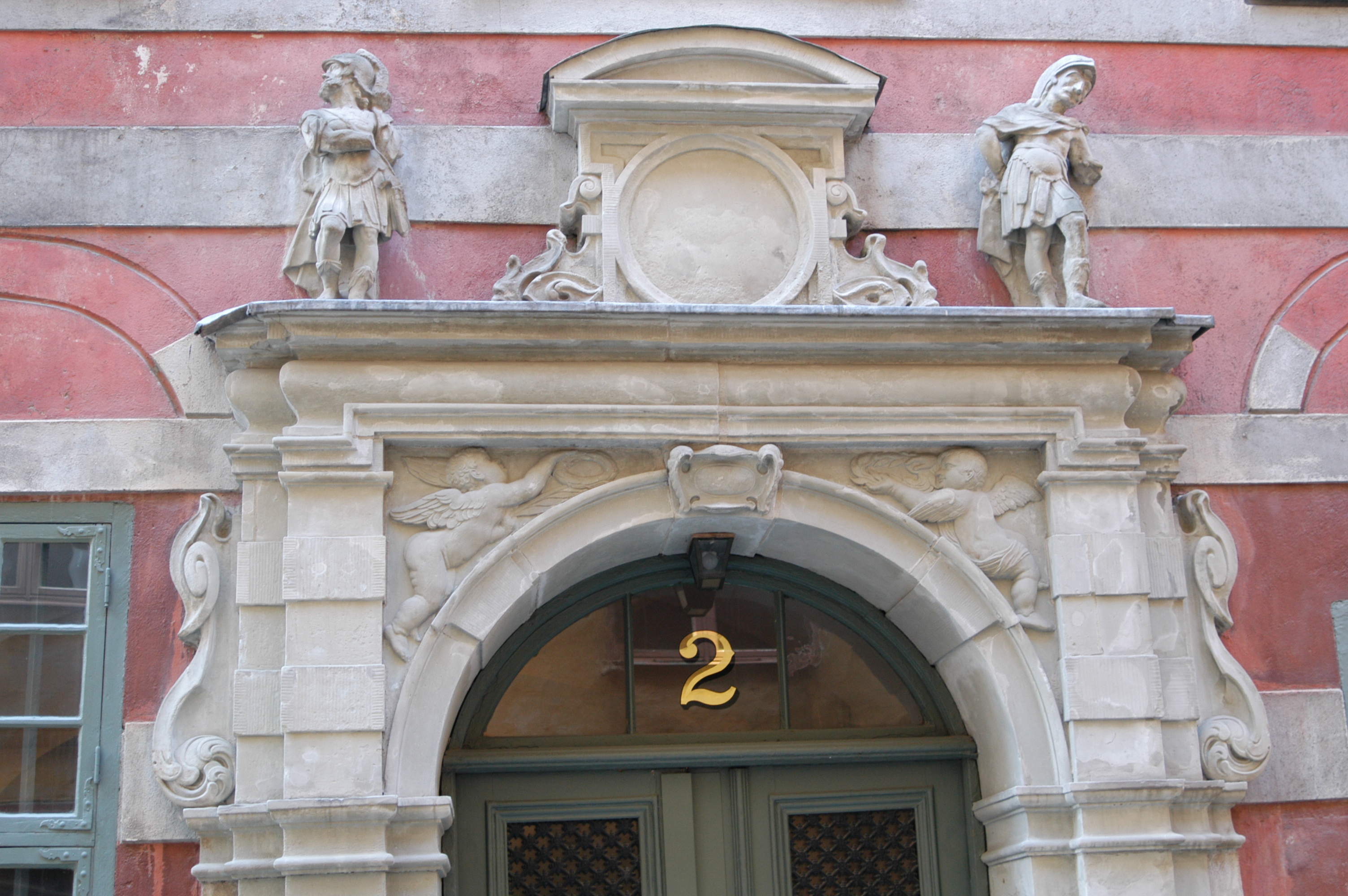
Wendelstams portal på Bartelska huset.

Johan Wendelstamm (Wendell, Wendelstam, Wendel Stamm, Jan), död 1670 i Stockholm, var en tysk bildhuggarålderman och kunglig stenhuggare.
Wendelstamm kom till Sverige från Giessen i Hessen 1641 på uppmaning av Maria Eleonora. Han är nämnd som gesäll åt skråmästare Jost Henne 1642 och blev mästare under ämbetet i Stockholm 1645. Han var gift första gången från 1645 med Elsa Heidenreiters som var änka efter Jost Henne och blev på detta vis själv skråmästare och andra gången från 1653 med Hedvig Karstens. Wendelstamm utnämndes till kunglig stenhuggare 1648 och från 1668 var han ålderman i Stockholms stenhuggarämbete. Till en början arbetade han i nära anknytning till Jost Henne och övertog efter dennes död 1644 verkstaden dör han till en början fick fullfölja arbeten påbörjade av Henne. Bland annat en praktportal till Stockholms rådhus som donerades till Rådhuset av de stockholmska ämbetsmästarna 1640. Man vet att han 1646 utförde dekorativa stenhuggeriarbeten på Kämnärsrättens nu rivna byggnad som är kända genom samtida avbildningar och delvis bevarad vid Kulturhistoriska museet i Lund och med några fragment vid Stockholms stadsmuseum. På slottet Tre Kronor högg han tillsammans med Didrik Blume några öppna spisar i marmor, öländsk kalksten och gotländsk sandsten i den nya bostadsvåning som inreddes för drottning Kristina. För presidenten Anders Gyldenklou utförde han ett rikligt sirat stenhuggeri och portaler till en fastighet som uppförde på Helgeandsholmen 1645–1648. Han utförde inkörsportalerna till det Stenbockska palatset på Riddarholmen 1649 och han förmodas ha utfört stenhuggeriarbetet på Gyldenklouska lantslottet Skånellaholm i Uppland där det finns bevarade dekorationsfragment av två romerska kvinnofigurer vid Nordiska museet. Han svarade även för Erik Rynings gravkor och gravmonument i Vadsbro kyrka i Sörmland och Erik Rynings gravmonument i Sköldinge kyrka samt de utvändiga sandstensrosorna på Brahekoret i Jäders kyrka. Under 1660-talet var han verksam vid Drottningholms slott där han utförde sniderier för stolar, ramar och bordsfötter. Han utförde ett flertal epitafier bland annat över Nils Gyllenstierna i Altuna kyrka, Olaus Pauli Nordenium i Färentuna kyrka samt sitt eget för Jakobs kyrka i Stockholm. Som porträttör utförde han en rad byster på Per Brahe den yngres beställning över medlemmar i släkten Brahe där endast gipsexemplar återstår vid Brahekyrkan på Visingsö och Skokloster slott. 
Johan Wendelstamm har bland annat skapat portalerna på Österlånggatan 37, de Schantzska och Bartelska husen i Gamla stan i Stockholm, och den tidigare portalen på Kastenhof på Norrmalm i samma stad. Troligen högg han även texten i Bogesunds gårdssten år 1670 där hans namn är känt genom räkenskaper.